# Магнуссон, Исак
Исак Магнуссон (швед. Isak Magnusson; 16 июня 1998 года, Швеция) — шведский футболист, играющий на позиции нападающего. Ныне выступает за шведский клуб «Кальмар».

## Клубная карьера
Дрешевич является воспитанником «Кальмара». 16 мая 2017 года дебютировал в шведском чемпионате в поединке против «Норрчёпинга», выйдя на замену на 73-й минуте вместо Эдвина Кроны.